# Manuel Cano de Castro
Manuel Cano de Castro (San José de Costa Rica, 1891 - París, 1959) fou un artista noucentista català, d'origen costa-riqueny. Fou un dels artistes més enigmàtics del Noucentisme català. El poc que hi ha escrit sobre ell és completament contradictori. Pràcticament no s'ha localitzat obra seva a excepció dels dibuixos que es conserven en diversos museus de la Xarxa. Unes obres que, per la seva raresa, adquireixen un valor excepcional per a l'estudi i coneixement del misteriós i oblidat artista.

## Biografia
El diccionari Ràfols descriu Cano com un pintor i dibuixant de l'Escola de Decoració de Torres Garcia, que va practicar un art simple amb colors plans d'un “primitivisme personal i decoratiu”. Ràfols destaca els desapareguts murals del seu estudi. Togores esmenta àmpliament a Cano a la seva biografia, tots dos es coneixien de Cerdanyola. Entre 1909 i 1911 cursa les assignatures científiques d'accés a la carrera d'arquitectura i el 1915 col·labora amb Torres Garcia en un article a la revista Arte y Decoración. Junt amb Togores i Manuel Fontanals conforma un grup artístic al que s'afegia, puntualment, Esteve Monegal. Provinents de l'Acadèmia Galí, Cano i Fontanals, “eren coneguts pels de llur generació, que temien Fontanals sense admirar-lo gaire i que creien en Cano, abans que hagués pintat res.” Tots tres llogaren un estudi al carrer dels Argenters. Amb Togores, Cano compartia l'admiració per Cézanne, Matisse, Manolo i Sunyer. Eren uns apassionats de l'art d'avantguarda i van realitzar plegats alguns cartells de les pel·lícules de Josep de Togores i Muntadas. Cano també va ser amic d'Ismael Smith i de Josep Mompou. L'any 1918 va exposar a les Galeries Laietanes i el 1920 a les Galeries Dalmau. Diverses publicacions de l'època, com ara La Veu de Catalunya, la Página Artística i la Revista Nova se'n van fer ressò.
Als anys vint i trenta Cano s'integra en la vida cultural i artística de París. Segons el diccionari Benézit, havia exposat ja abans de l'esclat de la Primera Guerra Mundial, presentat pel cèlebre crític d'art Félix Féneon, l'amic de Seurat i teòric del neoimpressionisme. Allà es relaciona amb cercles avantguardistes. Va ser molt amic d'Antonin Artaud, per a qui va il·lustrar un llibre i a qui va ensenyar a llegir les cartes del tarot. L'any 1933 es casa amb la model i musa M Therèse Maure (Treize) amiga de Kikí de Montparnasse i apareix sovint a les publicacions de l'època vinculat a surrealistes i dadaistes, com ara Calder, André Breton o Man Ray. Amb l'ocupació nazi, Cano és deportat a un camp de concentració i serà bescanviat com a presoner de guerra el maig de 1944. Per aquella època realitza una sèrie d'aiguaforts molt durs amb escenes del camp de concentració. Posteriorment es documenta el seu pas per Nova York i el 1945, instal·lat ja a Costa Rica realitza una exposició. Al seu país serà un dels responsables de la renovació artística moderna i treballarà el gravat de temàtica popular.

## Obra
EL Museu d'Art de Cerdanyola conserva el seu ex-libris realitzat per Joan d'Ivori el 1915 i una autocaricatura a tinta que segueix l'empremta de Smith. El Museu Abelló té la col·lecció més completa de l'artista, deu dibuixos, tots ells de petit format però que exemplifiquen la línia noucentista que va desenvolupar Cano, propera a l'escola de Torres Garcia i a Sunyer, però també al seu amic Josep de Togores, amb qui va compartir taller. Un dels dibuixos de la Fundació Palau està datat el 1919 i és una vista d'un poble de Mallorca que presenta la característica influència cubista i sunyeriana. El tractament d'aquest paisatge és paral·lel als dibuixos de l'artista que conserva el Museu Abelló, com ara Paisatge amb vaques. Cano comparteix amb els paisatges i dibuixos del Togores de l'època el tractament geomètric i el suau ombrejat, fruit de l'interès comú pel cubisme. L'altre dibuix a tinta i aiguada de la Fundació Palau descriu un perfil femení, primitiu i esquemàtic. La influència clàssica de Torres García ha cedit el pas a la línia sensual de les figures de Matisse i Derain, del Picasso blau i, sobretot, de les refinades aquarel·les coetànies de Manuel Humbert. El Museu d'Art de Sabadell conserva l'única pintura localitzada, un quadre de petit format de dues noies que reben un tractament proper a la pintura mural de l'Escola de Decoració de Torres Garcia, amb un dibuix simple i colors plans.

## Exposicions
La Xarxa de Museus Locals de la Diputació de Barcelona li ha dedicat una exposició retrospectiva itinerant:
Coincidències Insòlites. Cerdanyola ∖ Mollet ∖ Sabadell ∖ Caldes d'Estrac.
- Museu d'Art de Cerdanyola. Cerdanyola, 4 octubre-4 novembre 2012.
- Museu Abelló. Mollet, 15 novembre 2012-6 gener 2013.
- MAS, Museu d'Art de Sabadell. Sabadell, 17 gener-17 febrer 2013.